# Sol lunaire
Pour les articles homonymes, voir Sol.

Empreinte de pas de Buzz Aldrin sur le sol lunaire.

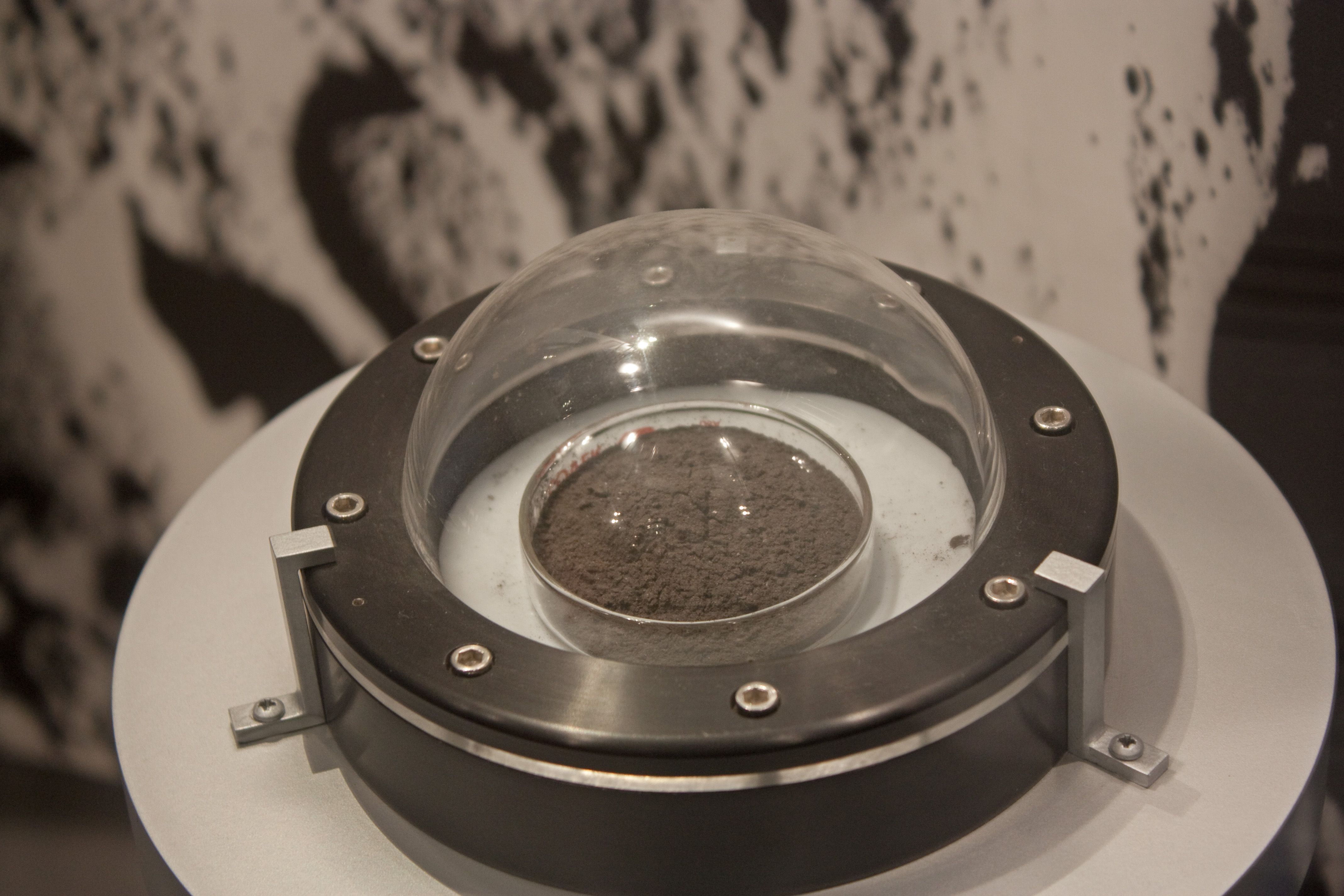
Régolithe lunaire collecté durant la mission Apollo 17.

Le sol lunaire est la fine fraction de régolithe rencontrée à la surface de la Lune. Ses propriétés peuvent différer significativement de celles des sols terrestres. Les propriétés physiques du sol lunaire sont le résultat de la mécanique de désintégration des roches basaltiques et anorthositiques, causée par le bombardement continu de météorites et de particules chargées durant des millions d'années.
Certains ont déclaré que le terme « sol » était inexact pour la Lune, parce que sur Terre, le sol est défini comme possédant de la matière organique alors que la Lune n'en a pas. Le terme « sol lunaire » est fréquemment utilisé sans distinction avec régolithe lunaire mais réfère généralement à la fraction de régolithe composée de grains de un centimètre ou moins de diamètre. La poussière lunaire fait généralement référence au même fin matériau constituant le sol lunaire. Il n'y a pas de définition officielle de la taille des particules constituant cette poussière, certains placent la limite à moins de 50 micromètres de diamètre, d'autres à moins de 10.

## Composition

Composition du sol lunaire.

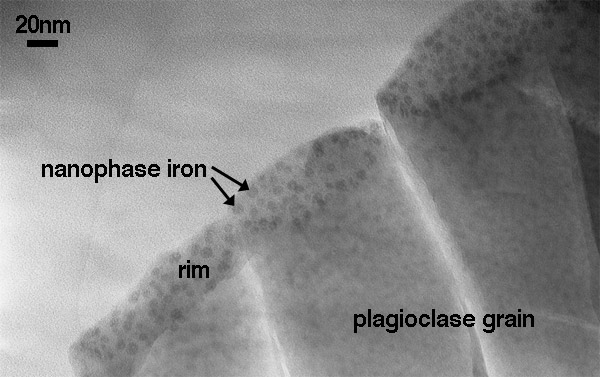
Grain de sol lunaire montrant une couche de fer nanométrique (« nanophase iron »).

Le sol lunaire est composé à plus de 99 % at d'oxygène, de sodium, de magnésium, d'aluminium, de silicium, de titane et de fer.
Il est constitué de petits fragments de roches silicatées (principalement des basaltes et des anorthosites), de cristaux (ilménite, pyroxène, plagioclase, olivine et spinelle chromifère, parfois de la cristobalite et du feldspath alcalin) et de verre.
L'érosion spatiale produit des nanoparticules de fer (Fe0), et de l'hélium 3 est également présent dans le régolithe lunaire en plus grande concentration que sur Terre.
Des recherches ont été menées sans succès dans le but de trouver des strangelets dans le sol lunaire, qui formerait un environnement favorable,.

## Propriétés

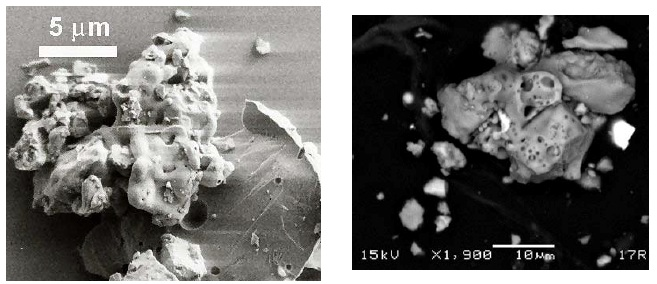
Échantillons de grains de poussière lunaire au microscope électronique à balayage.

La poussière lunaire est coupante et chargée.

### Radioactivité
Le sol lunaire est rendu radioactif par l'action des rayons cosmiques,.

## Formation
Le sol lunaire s'est formé par comminution et agglutination. L'érosion spatiale modifie la surface et l'apparence des grains du sol, et les tempêtes solaires pourraient également éroder le sol en provoquant des courants électriques dans les roches,.

### Datation
Des échantillons de sols lunaires rapportés par les missions Apollo 11, Apollo 12 et Luna 16 ont été datés en 1971 par la méthode Rb-Sr. Ils définissent une isochrone à 4,6 Ga (milliards d'années).
Cet âge apparent des sols est paradoxal car il est supérieur à celui des roches des « mers » sur lesquelles ces sols sont posés (de l'ordre de 3,3 Ga). L'explication tient au fait que l'isochrone obtenue n'est pas celle d'une même roche qui se serait refroidie il y a 4,6 Ga (les sols sont constitués de fragments divers provenant de distances variées, projetés par les impacts cosmiques), c'est ce qu'on appelle une isochrone de mélange, dominée par les principaux constituants de la croûte lunaire : l'âge de 4,6 Ga est interprété comme celui de la différenciation globale de la Lune.